# Нагаока, Моэко
Моэко Нагаока (яп. 長岡萌映子 Нагаока Моэко) (род. 29 декабря 1993, городе Уракава, Хоккайдо, Япония) — японская баскетболистка, играющая на позиции тяжёлый форвард в сборной Японии и в турнире WJBL за команду «Энеос Санфлауэрс».

## Биография
Под влиянием сестры она начала заниматься баскетболом на втором курсе начальной школы в городе Саппоро.
Моэко пошла в среднюю школу Саппоро Яманоте и продолжила занятия баскетболом. Была капитаном команды и с командой выигрывала турниры.
Во время учебы Моэко в 2009 году была приглашена в сборную Японии девушек до 16 лет.
В 2011 году, когда училась на третьем курсе средней школы, она была приглашена в женскую сборную Японии по баскетболу в возрасте 17 лет и 7 месяцев. Это второй случай в истории сборной со времен Норико Койсо (Хамагути) в 1992 году, когда старшеклассники действительно играл в матче за сборную Японии.

## Карьера

### Молодежные сборные
- 2009 год в свой первый год обучения в средней школе она был приглашена в сборную, представлять Японию на первом Чемпионате Азии среди девушек до 16 лет, где завоевала серебряную медаль и путевку на Чемпионат мира девушек до 17 лет.
- 2010 году на первом Чемпионате мира ФИБА среди девушки до 17 лет Моэко Нагаока была лидером команды во всех 8 играх и заняла 5 место. Проводила на площадке в среднем 31,1 минуту за игру, набирала 18,8 очков за игру, 6,75 подбора и 1,4 передачи за игру.[3]
- В 2011 году, она училась в третьем классе средней школы и участвовала в первом турнире Баскетбол 3х3 Чемпионате мира до 18 лет завоевав бронзовые медали.[4]

### Профессиональная карьера
В 2012 году она присоединился к команде японской женской лиги «Fujitsu Красная волна», где уже начала играть Руи Мачида, которая была на год старше её и училась в той же средней школе.
- В дебютном сезоне 2012—2013 года получает награду «Новичок года» (WJBL) и номинирована в лучшую 5 игроков лиги.

В 2017 году перешла в команду японской женской лиги Тойота Антилопы.
- Победитель WJBL 2020-21

### Сборная Японии по баскетболу
Дебют в женской сборной Японии по баскетболу состоялся в возрасте 17 и 7 месяцев и стала вторым самым молодым игроком сборной в истории Японского баскетбола. Заняв с командой третьей место на Чемпионате Азии по баскетболу среди женщин 2011 и сыграла в шести матчах, забивая в среднем 8,3 гола и 4,2 подбора за игру.
- Чемпионат мира по баскетболу среди женщин 2014 в Турции Моэко сыграла в 3 играх.[6]
- Олимпийских играх 2016 в Рио-де-Жанейро, Бразилия. Сборная Японии дошла до ¼ финала.[7]
- Победитель Чемпионата Азии 2017 в Индии. Выбрана одной из пяти лучших игроков на турнире. Среднем за игру 13,7 очка, 2,2 подбора и 0,8 передач за 27,3 минуты.[8]
- 9-е место Чемпионат мира по баскетболу среди женщин 2018
- Серебряный олимпийский призер игр 2020 года в Токио в среднем 14,6 минуты и забивала 4 очка за игру.[9]